# Vasche dell'ex-zuccherificio di Castiglion Fiorentino e Colmata di Brolio
Vasche dell'ex-zuccherificio di Castiglion Fiorentino e Colmata di Brolio este o arie protejată (sit de importanță comunitară — SCI, arie de protecție specială avifaunistică — SPA) din Italia întinsă pe o suprafață de 119 ha, integral pe uscat.

## Localizare
Centrul sitului Vasche dell'ex-zuccherificio di Castiglion Fiorentino e Colmata di Brolio este situat la coordonatele 43°18′23″N 11°52′25″E / 43.3063°N 11.8735°E.

## Înființare
Situl Vasche dell'ex-zuccherificio di Castiglion Fiorentino e Colmata di Brolio a fost declarat arie de protecție specială avifaunistică în mai 2020 pentru a proteja 34 de specii de animale. Situl a fost protejat și ca sit de importanță comunitară în mai 2020.

## Biodiversitate
Situată în ecoregiunea continentală, aria protejată conține 6 habitate naturale: Râuri cu maluri nămoloase cu vegetație de Chenopodion rubri p.p. și Bidention p.p., Lacuri eutrofice naturale cu vegetație de tip Magnopotamion sau Hydrocharition, Ape stătătoare oligotrofe până la mezotrofe, cu vegetație de Littorelletea uniflorae și/sau de Isoëto-Nanojuncetea, Cursuri de apă de la nivel de câmpie la nivel montan, cu vegetație Ranunculion fluitantis și Callitricho-Batrachion, Ape puternic oligomezotrofe cu vegetație bentonică cu Chara spp., Râuri mediteraneene cu debit intermitent, cu specii de Paspalo-Agrostidion.
La baza desemnării sitului se află mai multe specii protejate de  păsări (34): privighetoare-de-baltă (Acrocephalus melanopogon), pescăruș albastru (Alcedo atthis), fâsă-de-câmp (Anthus campestris), egretă mare (Ardea alba), stârc roșu (Ardea purpurea), stârc galben (Ardeola ralloides), rață roșie (Aythya nyroca), buhai de baltă (Botaurus stellaris), ciocârlie-cu-degete-scurte (Calandrella brachydactyla), bătăuș (Calidris pugnax), chirichița cu obraz alb (Chlidonias hybrida), chirighiță neagră (Chlidonias niger), șerpar (Circaetus gallicus), erete de stuf (Circus aeruginosus), erete vânăt (Circus cyaneus), erete alb (Circus macrourus), erete cenușiu (Circus pygargus), egretă mică (Egretta garzetta), șoim de iarnă (Falco columbarius), șoim călător (Falco peregrinus), pescăriță râzătoare (Gelochelidon nilotica), piciorong (Himantopus himantopus), stârc pitic (Ixobrychus minutus), sfrâncioc roșiatic (Lanius collurio), cormoran mic (Microcarbo pygmaeus), gaia neagră (Milvus migrans), stârc de noapte (Nycticorax nycticorax), Phoenicopterus ruber, lopătar (Platalea leucorodia), țigănuș (Plegadis falcinellus), cresteț pestriț (Porzana porzana), ciocântors (Recurvirostra avosetta), fluierar de mlaștină (Tringa glareola), Zapornia parva.
Pe lângă speciile protejate, pe teritoriul sitului au mai fost identificate 35 de specii de păsări.